# The Princess and the Marine
The Princess and the Marine is een Amerikaanse televisiefilm uit 2001
gebaseerd op een waargebeurd verhaal in 1999. Toen werd Meriam Al-Khalifa, lid van de koninklijke familie van Bahrein, verliefd op een Amerikaanse marinier die haar mee naar de Verenigde Staten smokkelde.

## Verhaal
Marinier Jason Johnson wordt voor een jaar in de Golfstaat Bahrein gestationeerd. Op een dag krijgen ze in hun hotelkamer telefoon van Meriam die uit eenzaamheid lukraak een nummer had gedraaid. Ze spreken af in het winkelcentrum en trekken eropuit. Meriam verlangt naar vrijheid en wordt verliefd op Jason. Ze maken regelmatig stiekem afspraakjes omdat het voor Meriam ongehoord is om te gaan met buitenlandse mannen.
Een paar maanden later worden ze echter samen opgemerkt door de Bahreinse geheime politie. Die lichten Meriam's moeder in die daarna nauwelijks meer met Meriam wil spreken. Vanaf dan kunnen Meriam en Jason elkaar niet meer zien maar via een juwelierszaak bezorgen ze elkaar wel brieven.
Dan komt het moment dat Jason terug naar huis moet. Meriam besluit met hem mee te gaan en ontsnapt uit haar huis.
Jason pikt haar op en met valse militaire papieren en slaagt erin haar mee te nemen op het vliegtuig. Aangekomen in de VS wordt Meriam echter meteen opgepakt en opgesloten als illegale immigrante. Ze vraagt politiek asiel zeggende dat haar leven in gevaar komt als ze terug naar Bahrein zou keren. Een paar dagen later komt ze vrij met
een voorlopige verblijfsvergunning.
Jason en Meriam trouwen onmiddellijk in Las Vegas. Een dag later keert Jason terug naar zijn legerbasis waar hij nog twee jaren dienst moet doen. Daar wordt hij wegens schriftvervalsing gedegradeerd tot soldaat. Ten slotte komt Meriam bij hem in een toegewezen huisje op de basis wonen. De komende jaren probeert Meriam verder aan een permanente verblijfsvergunning te komen maar haar aanvraag wordt telkens afgewezen.

## Vervolg
De echte Meriam kreeg in mei 2001 een zogenaamde Green Card en kwam opnieuw in contact met haar familie in Bahrein. In september dat jaar keerde ze — ondanks het gevaar dat ze zei te lopen — terug naar Bahrein. In november 2004 vroegen zij en Jason de scheiding aan omdat ze niet bij elkaar pasten.

## Rolbezetting
| Acteur              | Personage         | Opmerkingen                      |
| ------------------- | ----------------- | -------------------------------- |
| Mark-Paul Gosselaar | Jason Johnson     | Amerikaanse marinier             |
| Marisol Nichols     | Meriam Al-Khalifa | Bahreinse prinses                |
| Keith Robinson      | Trucker           | Collega en vriend van Jason      |
| Dave Power          | Smitty            | Collega en vriend van Jason      |
| Luck Hari           |                   | Moeder van Meriam                |
| Elaine Tse          |                   | verkoopster bij de juwelierszaak |
| Alexis Lopes        | Latifa            | Vriendin van Meriam              |
| Sheetal Sheth       | Layla             | Vriendin van Meriam              |
| Barbara Stock       | Susan Johnson     | Moeder van Jason                 |
| Steven Barr         | Dale Johnson      | Vader van Jason                  |

## Prijzen en nominaties
- ALMA Awards 2002[3]:
  - Nominatie uitstekende acteur/actrice in een televisiefilm of miniserie voor Marisol Nichols.
  - Nominatie uitstekende televisiefilm of miniserie.